# Pedro Arias Dávila
Pedro Arias Dávila, conhecido também como Pedrarias (Segóvia, Coroa de Castela, c. 1440 – León Viejo, Nicarágua, 6 de março de 1531), foi um nobre, político e militar castelhano destacado por sua participação na América, onde alcançou os cargos de governador e capitão-general de Castilla de Oro, e governador da Nicarágua (1528-1531).
Foi apelidado de "el Galán" e "el Justador", porque desde a sua juventude se sobressaía no uso da lança, destacando-se em muitas justas e torneios dos quais participou.

## Biografia
Pertencia a uma das famílias aristocráticas mais influentes de Segóvia, os Arias Dávila, de origem judeu convertido, fundada por seu avô Diego Arias Dávila, contador maior de Castilla. Nasceu em 1440, sendo filho de Pedro Arias Dávila, apelidado de "o Valente", destacado no reinado de Henrique IV de Castela, a quem serviu desde pequeno como doncel quando ainda era príncipe de Asturias, e de María Ortiz de Cota, também pertencente a uma família de judeus convertidos da cidade de Toledo.
Seguindo a tradição familiar, foi criado na corte castelhana, primeiro na do rei Henrique, e depois na dos Reis Católicos, pelos quais foi nomeado contino em 1484. Tornou-se ao longo dos anos um perito militar e um dos mais conhecidos coronéis do exército dos Reis Católicos. Destacou-se na Guerra de Granada e nas guerras de Portugal e França, e especialmente nas da África (1508-1511), participando na Conquista de Orán (1509) liderando as esquadras de Segovia e Toledo, e na Conquista de Bugía (1510) como coronel de infantaria a frente de quatorze soldados, sendo o primeiro que conseguiu escalar os muros da praça militar, depois de matar o alferes muçulmano que o guardava. Essa heroica defesa lhe valeu o aumento de armas de seu escudo familiar por uma Real Provisão de 12 de agosto de 1512.

## Serviço na América
Em 1513 foi nomeado governador e capitão general de Castilla del Oro, que compreendia territórios dos atuais países de Nicarágua, Costa Rica, Panamá e a parte norte da Colômbia. Assumiu o cargo em 1514, apesar de contar já com 73 anos de idade.
Em 1519 fundou a Cidade do Panamá em sua antiga localização (atualmente chamada Panamá la Vieja). Pedro Arias se caracterizou  por seu temperamento ambicioso e a crueldade com que tratou tanto aos indígenas como aos espanhóis que estavam sob suas ordens, o que lhe mereceu o apelido de Furor Domini ("Ira de Deus"). Entre outras ações, ordenou a decapitação de Vasco Núñez de Balboa, prometido de sua filha María de Peñalosa, e também a decapitação de Francisco Hernández de Córdoba, fundador das cidades de León (cujas ruínas foram descobertas em 1967), Granada de Nicarágua e da vila de Bruselas nas proximidades do Golfo de Nicoya, no território da atual Costa Rica.
Diante das graves acusações formuladas contra ele, foi afastado da governança de Castilla del Oro, mas posteriormente foi nomeado  governador da Nicarágua, cargo que exerceu desde 1528 até sua morte, ocorrida em 1531 na antiga cidade de León, que foi abandonada em 1610 por causa dos constantes terremotos e uma erupção do vizinho vulcão Momotombo.
Os supostos restos mortais de Pedro Arias Dávila foram descobertos em 2000, junto aos de Francisco Hernández de Córdoba (este identificado pela ausência de sua cabeça) no presbitério da Igreja da Merced da referida cidade de León, e sepultados ambos no Memorial dos Fundadores, construído nesse mesmo ano em um setor de sua antiga praça maior. Paradoxalmente, os restos de Hernández de Córdoba foram honrados com 21 tiros de canhão do Exército da Nicarágua e sepultados no lugar de honra do Memorial, enquanto que os restos mortais de Dávila foram sepultados aos pés do anterior.

## Matrimônio e descendência
Casou-se com a dama segoviana Isabel de Bobadilla y Peñalosa, filha de Francisco de Bobadilla, comendador da Ordem de Calatrava e conquistador de Granada, e de María de Peñalosa, sobrinha de Beatriz de Bobadilla, marquesa de Moya, muito próxima a Isabel I de Castela, de quem se dizia: "Depois da rainha de Castela, a Bobadilla". Desse matrimônio nasceram cinco filhos:
1. Diego Arias Dávila y Bobadilla;
2. Pedro Arias Dávila y Bobadilla, conde de Puñonrostro, casado com Ana Girón;
3. Elvira de Bobadilla, casada com Urbano de Arellano, senhor de Clavijo e Miraflores;
4. Maria Arias de Peñalosa, casada com Rodrigo de Contreras, regidor de Segòvia;
5. Isabel Arias Dávila y Bobadilla, casada com Diego de Soto.